# Barbut verd de Taiwan
El barbut verd de Taiwan (Psilopogon nuchalis) és una espècie d'ocell de la família dels megalèmids (Megalaimidae).

## Descripció
- Fa 20 - 23,5 cm de llarg.
- El plomatge és principalment verd, a banda del cap que conté colors blau, groc i vermell. Cella negra.
- Bec negre i potes gris verdoses

## Hàbitat i distribució
Habita els boscos tropicals i subtropicals de Taiwan.

## Taxonomia
Era considerat una subespècie del barbut verd cellanegre. Actualment considerat una espècie de ple dret seguint Collar 2006b.